# Sant Mateu de Montnegre
Sant Mateu de Montnegre es una entidad de población española del municipio de Quart, perteneciente a la provincia de Gerona, en la comunidad autónoma de Cataluña.

## Toponimia
El nombre del lugar puede encontrarse referido con las variantes San Mateo de Montnegre y Sant Mateu de Montnegre.

## Geografía
En el siglo XIX se mencionaba cómo la parte montuosa del término se encontraba cubierta de encinas, robles y mata baja.

## Historia
Hacia mediados del siglo XIX, el lugar, perteneciente ya por entonces a Quart, tenía contabilizada una población de 89 habitantes. Aparece descrito en el decimoprimer volumen del Diccionario geográfico-estadístico-histórico de España y sus posesiones de Ultramar de Pascual Madoz de la siguiente manera:

MONTNEGRE: (san mateo de) l. en la prov. part. jud. y dióc. de Gerona (2 leg.) aud. terr. c. g. de Barcelona ayunt. de Quart. sit. en terreno montuoso, con esposicion al Mediodía, buena ventilacion y clima sano; las enfermedades comunes, son fiebres intermitentes. Tiene 50 casas, y 1 igl. parr. (San Mateo) servida por 1 cura de ingreso de provision real y ordinaria. El term. confina N. Castellar de la Selva; E. San Sadurni; S. Casa de la Selva, y O. Quart. El terreno es de secano y de inferior calidad; la parte montuosa está cubierta de encinas, robles, y mata baja; le fertiliza el riach. Bugantó, que se une al Oñá frente de Fornells; le cruzan varios caminos locales, de herradura. El correo se recibe de Gerona. prod. trigo, legumbres, y corcho; cria ganado lanar, y alguna caza. pobl. 22 vec. 89 almas. cap. prod. 1.757,200. imp. 43,930.
(Madoz, 1848, p. 562)

En 2022, la entidad singular de población de Sant Mateu de Montnegre contaba con una población de 35 habitantes empadronados.

## Patrimonio
En el lugar hay una iglesia bajo la advocación de San Mateo.